# Chililabombwe
Chililabombwe est une ville zambienne située dans la province du Copperbelt. Sa population s'élève à 90 530 habitants en 2010.

## Drame de 2007
Le 2 juin 2007, dans le stade municipal, une des pires bousculades de l'histoire a lieu. Dans un mouvement de panique, douze supporteurs meurent et 46 sont blessés, à la fin d'un match de football pour lequel le stade était plein (18 000 spectateurs).

## Source
- (en) Cet article est partiellement ou en totalité issu de l’article de Wikipédia en anglais intitulé « Chililabombwe » (voir la liste des auteurs).